# Harry Martinson
Harry Edmund Martinson  (Jämshög (Blekinge), 6 mei 1904 – Stockholm, 11 februari 1978) was een Zweeds schrijver.
In 1949 werd hij verkozen tot de Zweedse Academie en betrok als negende persoon zetel 15 tot zijn dood in 1978. In 1974 won hij een gedeelde Nobelprijs voor Literatuur "geschriften die de dauwdruppel vatten en de kosmos weerspiegelen." Dat hij de Nobelprijs won was vrij controversieel omdat hij op dat moment deel uitmaakte van de jury, evenals Eyvind Johnson die dat jaar ook de Nobelprijs voor Literatuur won.

## Leven
Martinson werd geboren in Jämshög op 6 mei 1904 als enige jongen van zeven kinderen. Op zesjarige leeftijd overleed zijn vader en het jaar daarop emigreerde zijn moeder naar Amerika, waardoor hij opgroeide in een weeshuis op het Zweedse platteland. Op zestienjarige leeftijd begon hij als matroos de wereld over te reizen, hierdoor verbleef hij langere tijd in India en Brazilië. Dit deed hij tot zijn 23e, toen hij vanwege tuberculose het varen op zee op moest geven.
Martinson staat vooral bekend als dichter en taalvirtuoos, maar maakte ook naam met een aantal 'proletarisch' genoemde romans, waarin hij de eenvoud en rust van de natuur verheerlijkt tegenover de vervlakking. Tussen 1929 en 1940 was hij getrouwd met Moa Martinson, eveneens schrijver.Door de vele kritiek volgend op de door hem ontvangen Nobelprijs pleegde hij in 1978 zelfmoord met een schaar in het Karolinska-ziekenhuis in Stockholm.

### Romans
- Nässlorna blomma (Netels in bloei)[1] 1935
- Vägen ut (Wegen uit) 1936
- Den förlorade jaguaren 1941
- Vägen till Klockrike (De weg naar Klockrike) 1948

### Essays
- Resor utan mål (Doelloze Reizen) 1932
- Kap farväl (Kaap Vaarwel) 1933
- Svärmare och harkrank 1937
- Midsommardalen 1938
- Det enkla och det svåra 1938
- Verklighet till döds (Realiteit tot de dood) 1940
- Utsikt från en grästuva 1963

Postuum uitgegeven:
- Gyro 1986 (Geschreven omstreeks 1946-47)

### Poëzie
- Spökskepp (Spookschip) 1929
- Nomad (Nomade) 1931
- Natur 1934
- Passad (Passaat) 1945
- Cikada 1953
- Aniara 1956
- Gräsen i Thule 1958
- Vagnen 1960
- Dikter om ljus och mörker 1971
- Tuvor 1973

Postuum uitgegeven:
- Längs ekots stigar 1978
- Doriderna 1980

### Hoorspelen
- Gringo
- Salvation 1947
- Lotsen från Moluckas 1948

### Toneelstuk
- Tre knivar från Wei 1964

### Psalm
- De blomster som i marken bor

### Films
- Vägen till Klockrike (De weg naar Klockrike)

- Bibsys: 90051588
- Biblioteca Nacional de Chile: 000858086
- Biblioteca Nacional de España: XX1023295
- Bibliothèque nationale de France: cb11914898s (data)
- CiNii: DA02426105
- Digitale Bibliotheek voor de Nederlandse Letteren: mart101
- Gemeinsame Normdatei: 118865854
- International Standard Name Identifier: 0000 0001 2319 8935
- KulturNav: 11091b7d-b125-4c31-9ffd-68e80b7dff31
- Library of Congress Control Number: n79079441
- Nationale Bibliotheek van Letland: 000156542
- MusicBrainz: b6d8dfd8-8ee1-42a3-928d-d006b9dceab6
- Bibliotheek van het Japanse parlement: 001133392
- Nationale Bibliotheek van Tsjechië: ola2003169712
- Nationale bibliotheek van Australië: 35331726
- Nationale Bibliotheek van Israël: 987007601562105171
- Nationale Bibliotheek van Polen: a0000001267322
- Nationale en Universitaire bibliotheek Zagreb: 000104761
- Nederlandse Thesaurus van Auteursnamen: 069752133
- Istituto Centrale per il Catalogo Unico: RAVV031186
- LIBRIS: 202640
- SNAC: w6xh1h8j
- Système universitaire de documentation: 034364048
- Trove: 914571
- Virtual International Authority File: 14773510
- WorldCat: E39PBJdcywbmhyyJFk4cCTHcT3

1901: Prudhomme ·
1902: Mommsen ·
1903: Bjørnson ·
1904: Mistral, Echegaray ·
1905: Sienkiewicz ·
1906: Carducci ·
1907: Kipling ·
1908: Eucken ·
1909: Lagerlöf ·
1910: Heyse ·
1911: Maeterlinck ·
1912: Hauptmann ·
1913: Tagore ·
1915: Rolland ·
1916: Heidenstam ·
1917: Gjellerup, Pontoppidan ·
1919: Spitteler ·
1920: Hamsun ·
1921: France ·
1922: Benavente ·
1923: Yeats ·
1924: Reymont ·
1925: Shaw ·
1926: Deledda ·
1927: Bergson ·
1928: Undset ·
1929: Mann ·
1930: Lewis ·
1931: Karlfeldt ·
1932: Galsworthy ·
1933: Boenin ·
1934: Pirandello ·
1936: O'Neill ·
1937: Gard ·
1938: Buck ·
1939: Sillanpää ·
1944: Jensen ·
1945: Mistral ·
1946: Hesse ·
1947: Gide ·
1948: Eliot ·
1949: Faulkner ·
1950: Russell ·
1951: Lagerkvist ·
1952: Mauriac ·
1953: Churchill ·
1954: Hemingway ·
1955: Laxness ·
1956: Jiménez ·
1957: Camus ·
1958: Pasternak ·
1959: Quasimodo ·
1960: Perse ·
1961: Andrić ·
1962: Steinbeck ·
1963: Seferis ·
1964: Sartre (geweigerd) ·
1965: Sjolochov ·
1966: Agnon, Sachs ·
1967: Asturias ·
1968: Kawabata ·
1969: Beckett ·
1970: Solzjenitsyn ·
1971: Neruda ·
1972: Böll ·
1973: White ·
1974: Johnson, Martinson ·
1975: Montale ·
1976: Bellow ·
1977: Aleixandre ·
1978: Singer ·
1979: Elýtis ·
1980: Miłosz ·
1981: Canetti ·
1982: García Márquez ·
1983: Golding ·
1984: Seifert ·
1985: Simon ·
1986: Soyinka ·
1987: Brodsky ·
1988: Mahfoez ·
1989: Cela ·
1990: Paz ·
1991: Gordimer ·
1992: Walcott ·
1993: Morrison ·
1994: Oë ·
1995: Heaney ·
1996: Szymborska ·
1997: Fo ·
1998: Saramago ·
1999: Grass ·
2000: Gao ·
2001: Naipaul ·
2002: Kertész ·
2003: Coetzee ·
2004: Jelinek ·
2005: Pinter ·
2006: Pamuk ·
2007: Lessing ·
2008: Le Clézio ·
2009: Müller ·
2010: Vargas Llosa ·
2011: Tranströmer ·
2012: Mo ·
2013: Munro ·
2014: Modiano ·
2015: Aleksijevitsj ·
2016: Dylan ·
2017: Ishiguro ·
2018: Tokarczuk ·
2019: Handke ·
2020: Glück ·
2021: Gurnah ·
2022: Ernaux ·
2023: Fosse ·
2024: Kang ·